# Possàdnik
Un possàdnik (en rus посадник) era un batlle típic de ciutats i pobles eslaus, equivalent al Stadhouder neerlandès o al podestà italià. Els possàdniks més rellevants de la Rússia medieval foren els de Nóvgorod i el de Pskov.
El terme possàdnik prové de l'eslau eclesiàstic antic (literalment: posat en el lloc), ja que el Príncep de Kíev els nomenava al començament per governar en nom seu, i ja a partir del segle xii van començar a ser escollits de forma local.

## Nóvgorod

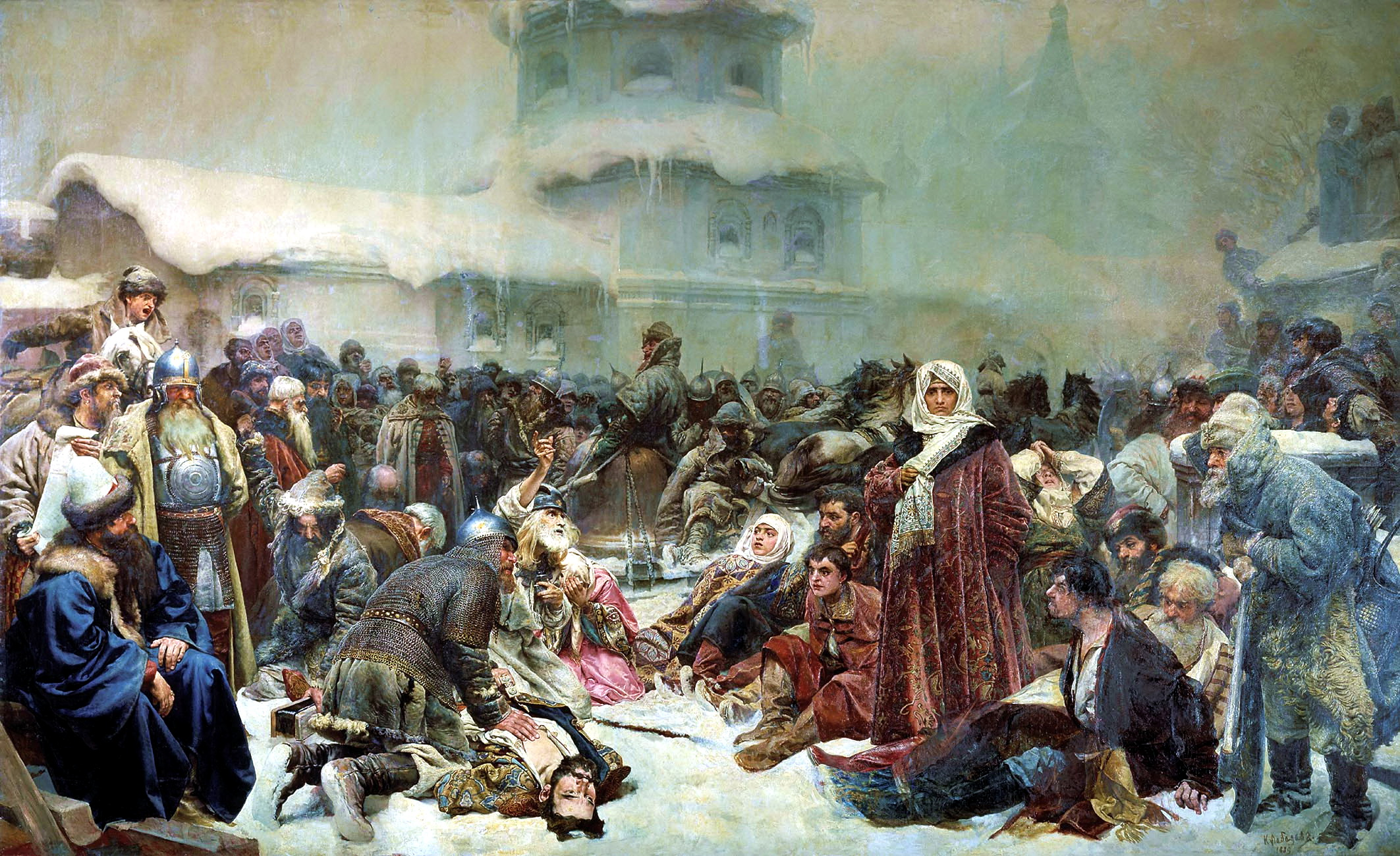
Marfa Borétskaia, vídua del possàdnik de Nóvgorod, Isaac Boretski (1438-39 y 1453), a "La destrucció del vetxe de Nóvgorod", obra de Klavdi Lébedev.

Més enllà de les llegendes sobre possàdniks com Gostomisl, que podria ser del segle ix, el terme possàdnik apareix per primer cop a la Crònica Primària el 997. Els primers possàdniks de Nóvgorod incloïen Dobrínia (oncle de Vladímir I de Kíev), el seu fill Konstantín Dobrínitx i Ostromir, famós per haver patrocinat els Evangelis d'Ostromir, un dels primers llibres publicats a Rússia (avui dia es troba a la Biblioteca Nacional de Rússia de Sant Petersburg).
A la República de Nóvgorod, el possàdnik de la ciutat era escollit entre els boiars pel vetxe. Les eleccions es feien cada any. Els boiars de Nóvgorod es diferenciaven dels boiars d'altres terres de Rus en el fet que la categoria no era com una casta, sinó que qualsevol mercader ric podia arribar a l'estatus de boiar. Valentín Ianin, un especialista soviètic de la història medieval de Nóvgorod, va esbrinar que la gran part dels possàdniks havien ocupat el càrrec consecutivament durant una dècada o més, llegant el càrrec a llurs fills o a algun parent proper, fet que indica l'existència de clans de boiars i que les eleccions no eren totalment democràtiques i lliures. La teoria de Ianin va desafiar la comprensió dels historiadors sobre la República de Nóvgorod, bo i mostrant que era una república de boiars oligàrquica amb cap element democràtic. Aquests estudis també van donar a conèixer el gran poder que tenien els terratinents boiars respecte dels mercaders i dels artesans, que es creia que van poder tenir un paper important en la vida política de la ciutat. També va qüestionar les impressions de la majoria d'estudiosos. Tot i així, la interpretació de Ianin sobre el govern de Nóvgorod com a oligarquia hereditària no està acceptada per tota la classe historiadora.
Al començament hi havia només un possàdnik, però de mica en mica va ampliar-se aquest càrrec, així que a les acaballes de la República hi havia ja 24 possàdniks. També hi havia possàdniks per cadascun dels barris de la ciutat. La diversificació del càrrec va començar a mitjan segle xiv, quan el possàdnik Ontsifor Lúkinitx va emprendre una sèrie de reformes. Els possàdniks que es retiraven prenien el títol de stari possàdnik (antic possàdnik), i el que restava en el càrrec, el de stepenni possàdnik. D'acord amb la reforma de 1416-1417 el nombre de possàdniks va triplicar-se i els stepenni possàdniks varen començar a elegir-se només per a sis mesos. D'aquesta manera els diferents clans de boiars podien compartir el poder i així cap d'ells no podia monopolitzar el poder o bé no se'n quedaria fora després d'haver perdut l'elecció. Alguns estudiosos han argumentat que l'Arquebisbat de Nóvgorod va prendre el control de la ciutat aprofitant les lluites que van germinar entre els clans per tal d'encetar un lideratge col·lectiu per consens. La fragmentació del poder boiar va poder afeblir Nóvgorod durant el segle xv, i potser això podria explicar les derrotes contra el Principat de Moscou i la posterior caiguda de la República.
El càrrec de possàdnik va ser abolit juntament amb el vetxe quan l'Ivan el Gran va prendre la ciutat el 1478. De fet, quan l'arquebisbe Fiófil de Nóvgorod va preguntar-li pel tipus de govern que tindria la ciutat, Ivan el Gran va respondre mitjançant el Príncep Patríkeiev: "No hi haurà campana del vetxe en el nostre patrimoni de Nóvgorod, no hi haurà cap possàdnik, i nós conduirem el nostre propi govern."